# Brandon Sutter
Brandon Sutter, född 14 februari 1989 i Huntington, New York, är en kanadensisk-amerikansk professionell ishockeyspelare som spelar för Vancouver Canucks i NHL. Sutter spelade tidigare för Carolina Hurricanes och Pittsburgh Penguins.
Sutter valdes som 11:e spelare totalt av Carolina Hurricanes i NHL-draften 2007. Han är son till Calgary Flames huvudtränare Brent Sutter och är släkt med den i ishockeykretsar berömda Sutter-familjen.

## Statistik

### Klubbkarriär
| 2004–05    | Red Deer Rebels     | WHL        | 7   | 0  | 2  | 2   | 8  | 7  | 1 | 4 | 5  | 2  |
| 2005–06    | Red Deer Rebels     | WHL        | 68  | 22 | 24 | 46  | 36 | —  | — | — | —  | —  |
| 2006–07    | Red Deer Rebels     | WHL        | 71  | 20 | 37 | 57  | 54 | 7  | 0 | 3 | 3  | 14 |
| 2007–08    | Red Deer Rebels     | WHL        | 59  | 26 | 23 | 48  | 38 | —  | — | — | —  | —  |
| 2007–08    | Albany River Rats   | AHL        | 7   | 1  | 1  | 2   | 2  | 7  | 0 | 2 | 2  | 4  |
| 2008–09    | Carolina Hurricanes | NHL        | 50  | 1  | 5  | 6   | 16 | —  | — | — | —  | —  |
| 2008–09    | Albany River Rats   | AHL        | 22  | 4  | 8  | 12  | 16 | —  | — | — | —  | —  |
| 2009–10    | Carolina Hurricanes | NHL        | 72  | 21 | 19 | 40  | 2  | —  | — | — | —  | —  |
| 2010–11    | Carolina Hurricanes | NHL        | 82  | 14 | 15 | 29  | 25 | —  | — | — | —  | —  |
| 2011–12    | Carolina Hurricanes | NHL        | 82  | 17 | 15 | 32  | 21 | —  | — | — | —  | —  |
| 2012–13    | Pittsburgh Penguins | NHL        | 48  | 11 | 8  | 19  | 4  | 15 | 2 | 1 | 3  | 0  |
| 2013–14    | Pittsburgh Penguins | NHL        | 81  | 13 | 13 | 26  | 12 | 13 | 5 | 2 | 7  | 2  |
| 2014–15    | Pittsburgh Penguins | NHL        | 80  | 21 | 12 | 33  | 14 | 5  | 1 | 1 | 2  | 2  |
| NHL totalt | NHL totalt          | NHL totalt | 495 | 98 | 87 | 185 | 94 | 33 | 8 | 4 | 12 | 4  |